# Tater Du Lighthouse
Tater Du Lighthouse ist Cornwalls jüngster Leuchtturm. Der Bau des Leuchtturms erfolgte nach dem Untergang des kleinen spanischen Küstendampfers Juan Ferrer am 23. Oktober 1963 am nahegelegenen Boscawen Point. Das Schiff kenterte und elf Menschen verloren ihr Leben. Nach der Tragödie übte die Newlyn and Mousehole Fishermen’s Association Druck auf Trinity House aus, damit ein Leuchtturm gebaut würde und sich keine weiteren Tragödien mehr abspielen könnten. Der Leuchtturm aus Zementblöcken wurde im Juli 1965 in Betrieb genommen.

## Gebäude
Das niedrige Gebäude wird von einer Laterne mit 215 cm (7-foot 1 inch) Höhe gekrönt, Es gibt ein elektrisches, batteriebetriebenes Leuchtfeuer, welches während des Tages aufgeladen wird. Das Leuchtfeuer blinkt mit 3 weißen Blitzen alle 15 Sekunden. Es hat eine Reichweite von 20 nmi und es gibt ein separates rotes Dauerlicht, welches aus einem tiefer gelegenen Fenster im Turm die Linie über den Runnelstone Rock anzeigt.
Der Leuchtturm blickt über die Inner und Outer Bucks, zwei Felsen, die sich bei Niedrigwasser zeigen und wo 1868 die SS Garonne verloren ging.

## Geschichte
Der von Michael H. Crisp entworfene Leuchtturm verfügte über eine vollautomatische Anlage, die vom Trinity House Depot in Penzance aus ferngesteuert wurde. 1997 wurde der Leuchtturm modernisiert und wird nun vom Trinity House Planning Centre in Harwich aus überwacht.
Im Mai 2022 wurde im Rahmen des Leuchtturm-Modernisierungsprogramms von Trinity House die rotierende Optik durch statische LED-Laternen ersetzt. Gleichzeitig wurde die sichtbare Reichweite des Lichts von 20 nm (37 km; 23 m) auf 12 nm (22 km; 14 m) reduziert.

### Nebelsignal
Das Nebelsignal bestand ursprünglich aus einer Reihe (insgesamt 72) von Tannoy-Einheiten, die in den Leuchtturm eingebaut waren. Sie wurden von einem Generator angetrieben, der mit einem 2-Zylinder-Ruston-Dieselmotor gekoppelt war. Später wurde dieser durch einen elektrischen Kurzstreckensender von Pharos Marine ersetzt, der bei Nebel alle 30 Sekunden zwei einsekündige Töne aussendete. Das Nebelsignal wurde 2012 außer Betrieb genommen.

## Umgebung
Der Küstenhang und die Klippen rund um den Leuchtturm wurden 1992 als Tater–du SSSI (Site of Special Scientific Interest) ausgewiesen, weil „sie einzigartige Zeugnisse der geologischen Geschichte Südwestenglands während der variszischen Orogenese liefern, insbesondere aufgrund des Vorkommens von Kissenlaven“ (″... it provides unique evidence of the geological history of SW England during the Variscan orogeny, in particular because of the occurrence of pillow lavas″). Die Klippen sind außerdem eine Stätte der Geological Conservation Review.
Die nahegelegenen Felsen (Inner und Outer Bucks) sind ein beliebtes Tauchgebiet. Der nächstgelegene Punkt zum Zuwasserlassen eines Tauchboots ist Penzance, da das Zuwasserlassen von der Lamorna Cove, welche in der Nähe von The Bucks liegt, von dort nicht erlaubt ist.

## Galerie

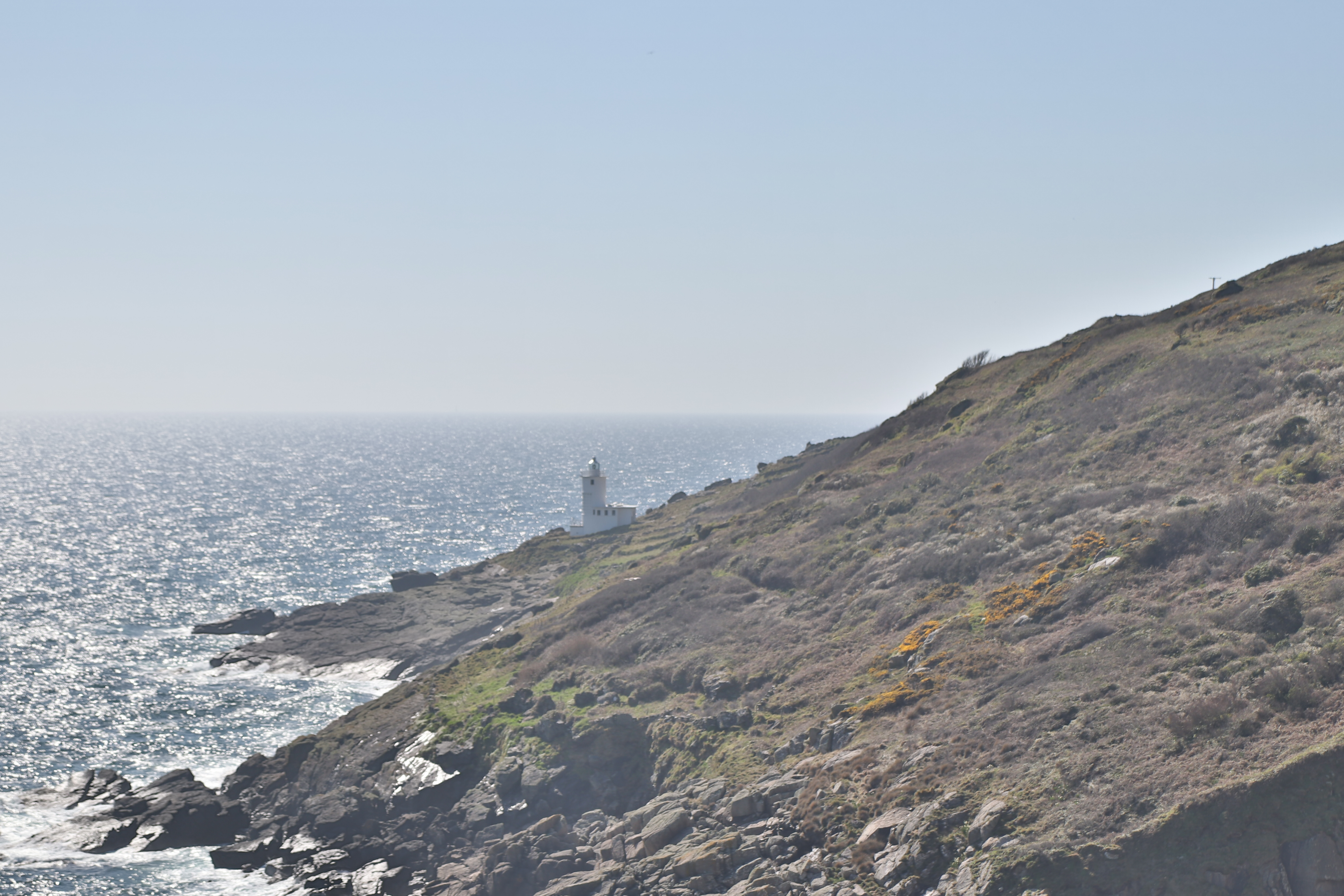
Tater Du Lighthouse aus der Entfernung
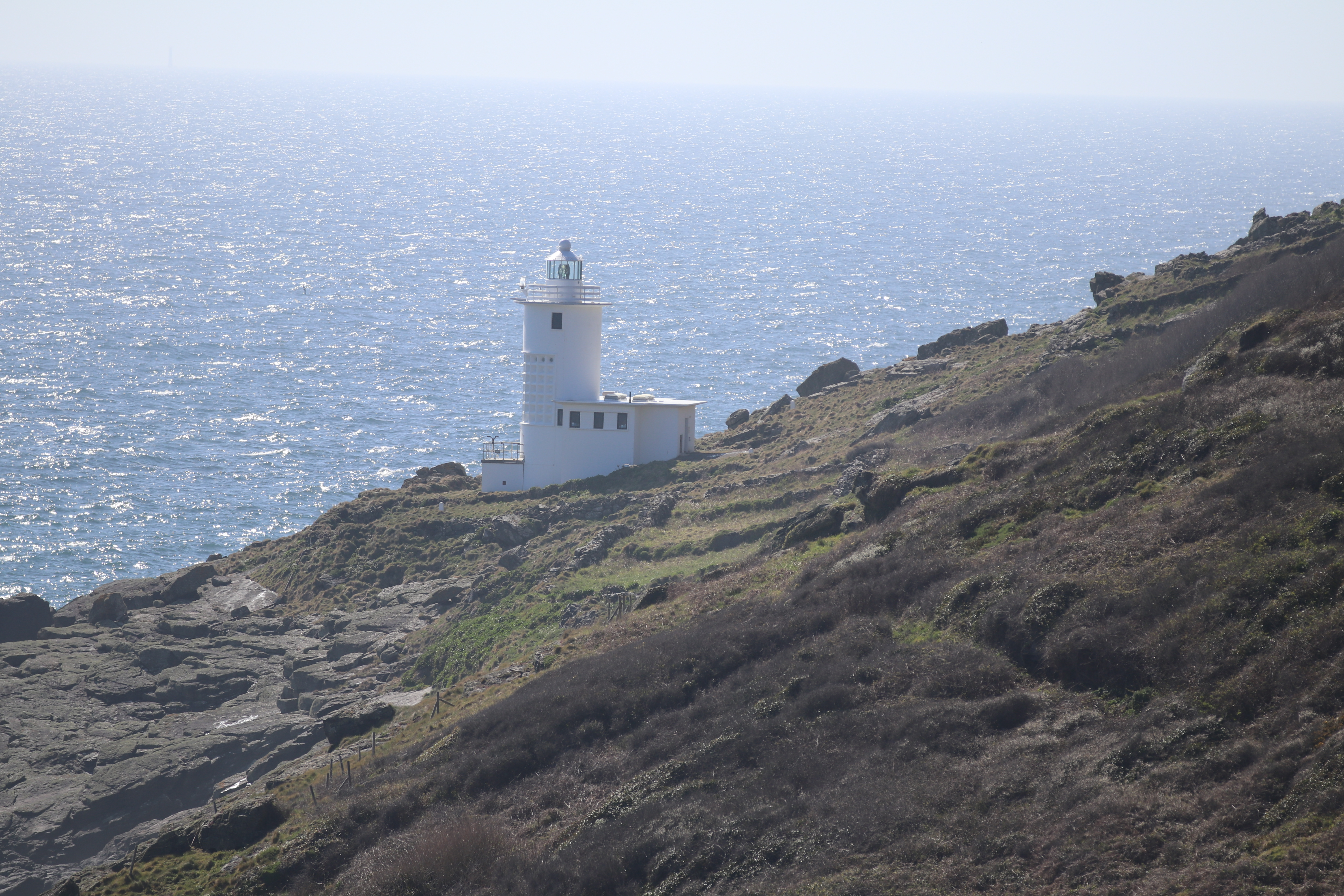
Tater Du Lighthouse
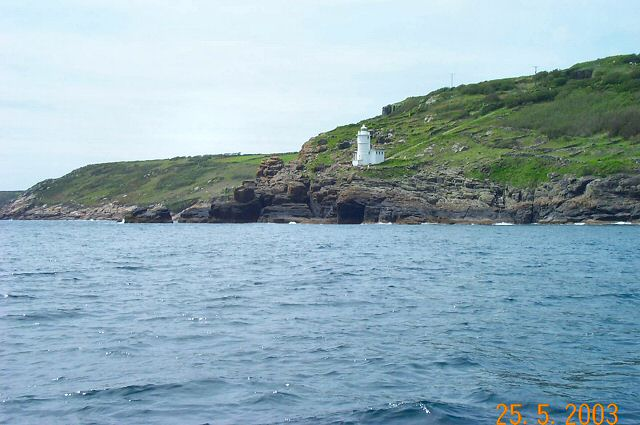
Die Küste bei Tater Du
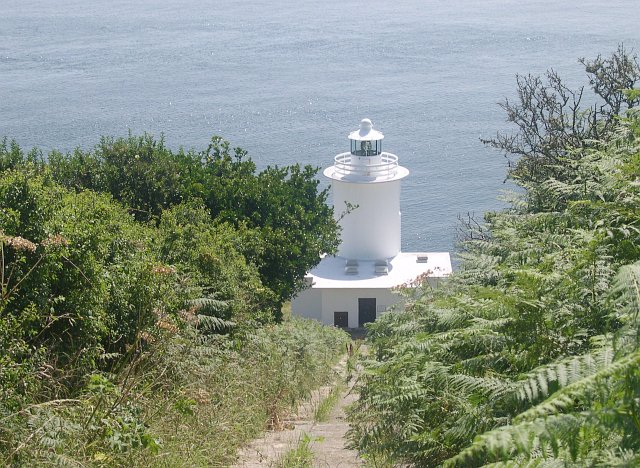
Die steile Strass am Leuchtturm